# Елібельтон Паласіос
Елібельтон Паласіос (ісп. Helibelton Palacios, нар. 11 червня 1993, Сантандер-де-Куїлікао) — колумбійський футболіст, захисник клубу «Брюгге».
Виступав, зокрема, за клуб «Депортіво Калі», а також олімпійську збірну Колумбії.

## Клубна кар'єра
У дорослому футболі дебютував 2011 року виступами за команду клубу «Депортіво Калі», в якій провів три сезони, взявши участь у 13 матчах чемпіонату. 
Протягом 2014 року на правах оренди захищав кольори команди клубу «Ла Екідад».
До складу «Депортіво Калі» повернувся 2014 року. Цього разу відіграв за команду з Калі наступні два сезони своєї ігрової кар'єри. Більшість часу, проведеного у складі «Депортіво Калі», був основним гравцем захисту команди.
З 2017 грає за бельгійський клуб «Брюгге».

## Виступи за збірні
2016 року захищав кольори олімпійської збірної Колумбії. У складі цієї команди провів 6 матчів. У складі збірної — учасник футбольного турніру на Олімпійських іграх 2016 року у Ріо-де-Жанейро.
2015 року дебютував в офіційних матчах у складі національної збірної Колумбії. Наразі провів у формі головної команди країни 1 матч.
| Дата       | Місто       | Господарі | Результат | Гості     | Турнір            | Голи | Примітки |
| ---------- | ----------- | --------- | --------- | --------- | ----------------- | ---- | -------- |
| 17-11-2015 | Барранкілья | Колумбія  | 0 – 1     | Аргентина | Відбір до ЧС 2018 | -    | 68'      |
| Усього     |             | Матчів    | 1         |           | Голів             | 0    |          |

## Титули і досягнення
- Чемпіон Колумбії (1): 2015 А
- Володар Кубка Колумбії (1): 2018

Збірні
- Чемпіон Південної Америки (U-20): 2013